# YET11
YET11（いぇっとじゅういち、1971年4月21日 - ）は、ゲームプロデューサー、作曲家。別名に、吉沢務（よしざわつとむ）がある。福井県鯖江市出身。

## 経歴
専門学校卒業後、1991年から1994年まで、受託ゲーム制作会社に勤務。SFC版「ラプラスの魔」等の移植を担当。その後、1994年からネクストンの外注、アルバイトを経て社員となる。当初はWindows用パチスロゲームの音楽を制作していた。他の社員が担当していたアダルトゲーム開発の手伝いを経て、Tacticsの設立に携わる。2000年にTacticsを退社し、以降は音楽制作チーム「PULSENOTES」を主宰。2002年以降、サイトを閉鎖し、イベントの参加もなかったものの、2011年2月に「PULSENOTES」のサイトが復活し、9年ぶりのイベント参加もアナウンスされた。

## 人物
- ペンネームは、ヤマハエレクトーン11級に由来する。
- きなこが嫌い。本人曰くきなこに近づくと頭が痛くなる。
- 愛称は「YETボス」（ネットスラングかと思われたが元部下の柏木るざりんも「YETボス」と呼んでいる）

## 担当作品

### Mayfer soft
- 卒業アルバム（1995年）
- パラダイス・コール（1995年） - 音楽
- 試験に出る!?はるのちゃん（1996年）
- 究極正義セクシーマーブル（1996年）
- Phantom Lady（1996年）

### Tactics
- 同棲（1997年） - ディレクター、プログラマー
- MOON.（1997年） - 制作総指揮、音楽
- ONE 〜輝く季節へ〜（1998年） - 制作総指揮、音楽
- 鈴がうたう日（1999年）
- 夕焼け 〜November〜（2000年）
- ばらえてぃTactics!（2000年）
- すいすいSweet（2000年）
- Cherio!（2001年）

### ねこねこソフト
- 銀色 (2000年) - 音楽

### 公爵
- ジサツのための101の方法（2001年） - 音楽
- 末期、少女病 Lyrical pop World's end - 音楽

### PULSENOTES
- Soprano（2002年）